# Idionyx claudia
Idionyx claudia är en trollsländeart som beskrevs av Friedrich Ris 1912. Idionyx claudia ingår i släktet Idionyx och familjen skimmertrollsländor. Inga underarter finns listade i Catalogue of Life.